# Cuchillo de cocina

Diferentes estilos de cuchillos de cocina.

Un cuchillo de cocina es un cuchillo cuya función es ser usado en la preparación de comida.
Aunque la preparación de comida puede ser realizada con unos pocos cuchillos de propósito general, existen muchos tipos de cuchillo de cocina especializados para diferentes tareas.
Los cuchillos de cocina pueden estar hechos de diferentes materiales:
- Acero al alto carbono — es una aleación de hierro y carbono, que normalmente incluye otros metales como el vanadio y el manganeso. Aunque se han utilizado en el pasado, los cuchillos de acero al carbono no son adecuados para el uso alimentario porque se oxidan.
- Acero inoxidable — es una aleación de hierro, cromo, níquel, vanadio y/o molibdeno, con solo un pequeño porcentaje de carbono.
- Titanio — más ligero que el acero inoxidable pero no tan duro y con un afilado más complicado. Es más elástico que el acero y no añade ningún tipo de sabor y olor a los cuchillos.
- Cerámica — más duro y más afilado. Mantiene el filo durante más tiempo. Son más frágiles y requieren herramientas especiales para el afilado. Requiere ser tratado con delicadeza pues se rompe muy fácilmente. Se usa mayormente para cortar y picar lechuga ya que el metal la oxida.